# Товстоногова, Натела Александровна
Нате́ла Алекса́ндровна Товстоно́гова (24 мая 1926, Тифлис — 10 марта 2013, Санкт-Петербург) — российский театральный деятель; младшая сестра режиссёра Г. А. Товстоногова, супруга актёра Е. А. Лебедева.

## Биография

### Рождение и детство
Натела Товстоногова родилась в дворянской семье Александра Андреевича Толстоногова и Тамары Григорьевны Папиташвили. В 1907—1912 годах родители учились в Петербурге. Александр Толстоногов окончил Институт путей сообщения, получив перед революцией 1917 года министерский пост. Мать училась в Петербургской консерватории по классу вокала. Родители поженились в Петербурге в 1912 году. 28 сентября 1915 года в Петрограде родился старший брат Нателы, будущий советский режиссёр Георгий Товстоногов. В 1919 году, в связи с революционными событиями, семья переехала в независимую Грузию, в Тифлис, на родину матери.
Имя при рождении было дано Натэлла, однако в советское время при смене паспортов одна буква «л» пропала, и официальное написание имени стало «Натела».
Дворянская фамилия отца была Толстоногов, однако его супруге, матери Г. А. Товстоногова и Н. А. Товстоноговой фамилия не нравилась, и при смене паспортов она заменила букву «л» на букву «в». Историю с изменением фамилии заметил В. И. Немирович-Данченко, когда будущий режиссёр назвал свою фамилию при поступлении на режиссёрский факультет.

### Юность
Училась в медицинском институте в Москве, однако по семейным обстоятельствам вынуждена была оставить учёбу, целиком посвятив себя проблемам семьи, что и определило всю её оставшуюся жизнь. С 17 лет молодая женщина стала хранительницей очага будущей великой театральной семьи Лебедевых-Товстоноговых. Именно вокруг неё, рядом с ней, а во многом и благодаря ей, складывался не только быт, но и все творческие искания брата и мужа. В 1946 году на руках с двумя крошечными сыновьями остался старший брат Нателы Георгий. Младшему Нике было только четыре месяца, когда жена Г. А. Товстоногова актриса Саломея Канчели рассталась с ним, отказавшись даже выкормить младшего сына. Вместе с матерью Тамарой Григорьевной юная Натела заменила сыновьям брата мать.

### Замужество
В 1949 году Натела Товстоногова вслед за братом, ставшим главным режиссёром Ленинградского театра им. Ленинского комсомола, переехала в Ленинград и вышла замуж за актёра Евгения Лебедева. Мать Нателы Товстоноговой была против брака дочери не столько из-за возраста будущего мужа (Лебедев был старше Нателы Товстоноговой на 10 лет), но и потому, что в то время у него ещё была семья и дочь от первого брака.
Евгений Лебедев со временем стал ведущим актёром труппы Ленинградский театр им. Ленинского комсомола, а затем и Большого драматического театра, соавтором, союзником многих творческих начинаний режиссёра. В это время Лебедев стал и подлинной человеческой опорой семьи Товстоноговых.

### Деятельность
Натела Товстоногова никогда не занимала никаких официальных постов, никогда не работала официально в Большом драматическом театре. Однако её влияние на социально-культурную атмосферу БДТ, а позже в течение полутора последних десятилетий её жизни (с 1998 по 2013 годы) на культуру города высоко ценилось такими деятелями культуры как Г. Б. Волчек. У Товстоноговой хватало такта, ума, силы. Она никогда не становилась во главе интриг, но никогда не скрывала своего мнения, и, как утверждает Р. Фурманов, часто именно её мнение становилось для Товстоногова решающим.
«Её советы и умение выслушать, изгнать уныние и прояснить сложную ситуацию, её женская проницательность и здравый смыл сделали из неё незаменимую для Георгия Александровича помощницу не только в жизни, но и в театральных делах. Её вкусу он доверял абсолютно. Когда что-то не клеилось на репетициях, он звал её посмотреть „свежим глазом“, когда предстоял серьёзный разговор „в верхах“, с нею просчитывались варианты „наступлений и отступлений“. Линия роли, концепция следующей постановки, запой молодого актёра. Несколько лишних килограммов у ведущей актрисы — всё это обсуждалось дома. Гога делился с сестрой всем.».

### Линия поведения

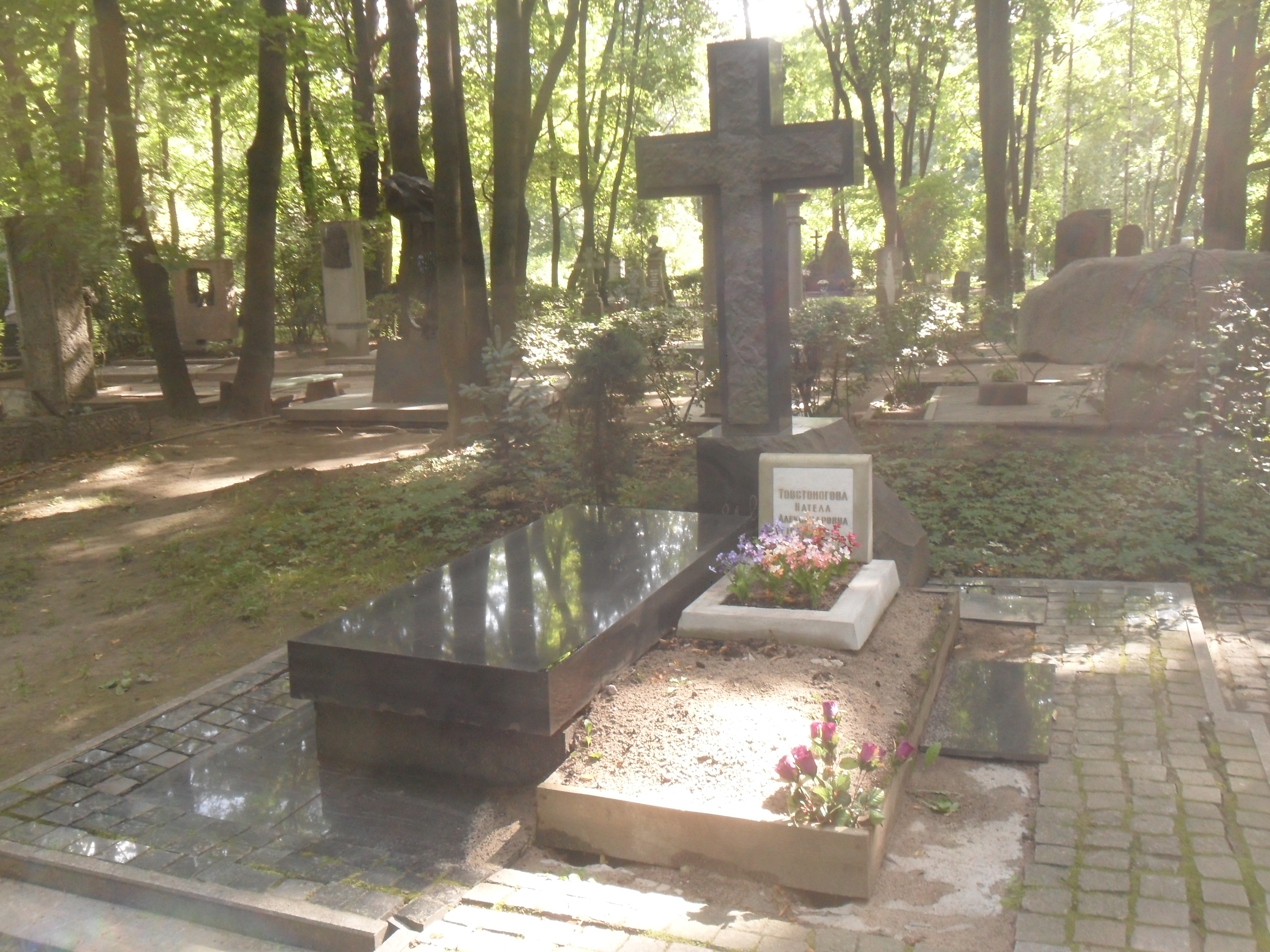
Могила Товстоноговой и Лебедева на Литераторских мостках в Санкт-Петербурге.

Не только своим рождением или тесными семейными связями, но во многом благодаря своему недюжинному человеческому таланту, творческому чутью, отменному вкусу Н. А. Товстоногова входила в высший круг театральной и творческой элиты России. Не будучи связана ни с одним печатным изданием, она была устным ленинградским, позже петербургским глубоким театральным критиком, подвергая детальному разбору драматические постановки Ленинграда и Москвы. Нельзя сказать, что она была музой Г. А. Товстоногова и Е. А. Лебедева в эфемерном понимании этого слова, она была центром, цементирующим началом, вокруг которой вращалась вся жизнь и творчество династии Товстоноговых-Лебедевых. Её оценки были разительны, а мнение в споре могло быть решающим. Она не воспринимала комплиментарный стиль общения и не принимая некоторых решений товстоноговских спектаклей (например, в отношение решения вопроса интеллигенции в спектакле БДТ «Дачники»), не скрывала своего к этому негативного отношения.
 Близкими друзьями Н. А. Товстоноговой были: Галина Волчек (посвятившая Н. Товстоноговой речь на праздновании её 80-летия в 2006 году в Санкт-Петербурге), критик Натела Лордкипанидзе, тесные дружеские отношения связывали Товстоногову с семьёй Зураба Церетели, писателем и театральным критиком Виталием Вульфом. До конца жизни ей удавалось оставаться женщиной, интересовавшейся не только выставками, спектаклями, но и веяниями моды. Безукоризненно одетая, с величайшим вкусом выбиравшая элементы и аксессуары одежды, Натела Товстоногова всегда оставалась эталоном женственности, гордости, пристрастности. Долгое время, после ухода из жизни Г. А. Товстоногова и Е. А. Лебедева, именно она оставалась связующей нитью между эпохой товстоноговского театра и сегодняшним днём. 10 марта 2013 года эта связь окончательно оборвалась. Многие из театральных деятелей Петербурга ощутили это как личную утрату. В последний путь Нателу Товстоногову провожали все артисты сохранившейся труппы БДТ товстоноговского призыва: Валерий Ивченко, Геннадий Богачёв, Людмила Шувалова, Валерий Дегтярь, Анатолий Петров, Валерий Матвеев, артисты петербургских театров, Губернатор Санкт-Петербурга.
Её жизнь — пример того, как можно не занимая никаких официальных должностей, сделав жизнь близких людей смыслом собственной жизни, оказать незаметное для официальных историков театра, но явное и плодотворное влияние на искусство театра XX века, в том числе развитие Большого драматического театра имени М. Горького.
Натела Александровна была уникальной личностью, какие редко встречаются в нашей жизни. Она всегда была рядом со своим мужем и братом, с артистами Большого драматического театра и вписала своё имя в историю этой прославленной труппы. Её присутствие создавало ту неповторимую творческую атмосферу, в которой рождались великие шедевры. Без неё невозможно представить успехи и славу БДТ. Активной общественной деятельностью Натела Александровна способствовала пропаганде лучших традиций российского драматического театра, увековечению памяти Георгия Товстоногова, Евгения Лебедева и других корифеев БДТ. Глубоко чуткий, тактичный, обаятельный и интеллигентный человек — такой она запомнится всем нам, — сказал губернатор Санкт-Петербурга Г. С. Полтавченко в день кончины Н. А. Товстоноговой.
Натела Товстоногова — автор многочисленных статей, посвящённых жизни и творчеству Г. А. Товстоногова и Е. А. Лебедева. В свою очередь жизни и биографии Н. А. Товстоноговой посвящёны главы двух книг Р. Д. Фурманова «Из жизни сумасшедшего антрепренёра» (1998) и «Неугомонный!» (2003), вышедшие в издательстве «Белое и чёрное» в Санкт-Петербурге.

### Последнее десятилетие жизни
Первое десятилетие нового века стало драматическим для семьи Н. А. Товстоноговой. Тяжело болея, уехал на лечение в Израиль, а затем остался там на постоянное проживание, племянник Нико.
19 декабря 2002 года после инсульта, случившегося на улице, умер старший племянник, режиссёр Александр Товстоногов.
30 марта 2012 года при трагических обстоятельства, преодолевая на большой высоте переход на балконную дверь своей квартиры, сорвался и погиб в Москве внук (внучатый племянник) Георгий Товстоногов-младший.
Эмоциональные переживания добавились и с выходом в 2006 году «разоблачительной» книги «История о конокрадстве», режиссёра Марка Розовского, рассказавшего свою, во многом, скандальную, версию постановки в БДТ им. М. Горького знаменитого спектакля Г. А. Товстоногова «История лошади». Вслед за многими деятелями культуры, причастными к созданию спектакля: Олегом Басилашвили, Георгием Штилем, Изилем Заблудовским  —  Нателе Товстоноговой публично пришлось отстаивать честь и достоинство своей семьи и творчества брата.
Я не представляла себе такой меры неправды. Появление книги было для меня ударом. Я была возмущена. И эта лживая линия про КГБ… Розовский негодует: мол, почему его спектакль не выпустили за границу, и связывает это с Товстоноговым. Но это полный абсурд — подозревать Георгия Александровича в том, что он мог бороться с Марком через КГБ.
Разговоров может быть сколько угодно. Но у Георгия Александровича была такая установка: он ответственен за всё, что выходит в театре. И он бы не выпустил спектакль ниже определённого уровня. Хорошо это или плохо — это уже тема отдельного разговора. А что касается плагиата… Я бы сказала, он предпочитал больше отдавать, чем брать. Было много случаев, когда ставил он, а подписывал именем того, кто репетировал до него. /…/ Такое бывало не раз… А ещё Розовский пишет, что Лебедев специально какую-то интригу затеял. Лебедев был сложный, требовательный к себе и другим, порой неудобный в работе человек, но он не был интриганом.
/…/Вся театральная Москва возмущена. Но сейчас люди в основном внутренне равнодушны, они выражают своё несогласие больше кулуарно. Но все понимают, кто есть кто. За эти двадцать лет Розовский уж что-нибудь да мог бы поставить значительное, но этого же нет! Такого уровня спектакли, как «История лошади», он не ставил. И не поставит, смею вас уверить.

Драматизм ситуации обострялся и тем, что внук Товстоногова, его полный тёзка, был приглашён на работу в театр у Никитских ворот. После выхода книги бабушка обратилась к внуку с требованием покинуть театр Розовского и вернуть ему постановочные деньги. Егор Товстоногов остался в театре Розовского, а Н. А. Товстоногова прекратила общение с внуком.
Но были и радостные события. В 2009—2010 годах Натела Товстоногова совместно с Рудольфом Фурмановым приложили много усилий для увековечения памяти Г. А. Товстоногова в Санкт-Петербурге. По согласованию с губернатором Петербурга В. И. Матвиенко Натела Товстоногова выбрала место для сквера, в котором мог бы быть установлен памятник Г. А. Товстоногову, рядом с домом на Петровской набережной. Когда памятник был почти готов, финансирование было на время приостановлено, и потребовались усилия со стороны Н. А. Товстоноговой и Р. Д. Фурманова, чтобы форсировать продолжение финансирования работ и установку памятника. 5 октября 2010 года в сквере между домом № 4 по Петровской набережной, домом № 3 по Троицкой площади и домом № 3 по улице Куйбышева, в честь 95-летия со дня рождения Товстоногова, был открыт памятник работы скульптора Ивана Корнеева. Скверу, где был установлен памятник, так же присвоили имя Г. А. Товстоногова. Идею, её продвижение и установку памятника Г. А. Товстоногову в Петербурге можно считать полностью заслугой Н. А. Товстоноговой.

### Смерть
Несмотря на то, что Н. А. Товстоногова четыре месяца болела, её смерть воспринималась деятелями культуры как очень трагическая, неожиданная и скоропостижная. Летом 2012 года Натела Товстоногова собиралась начать работу над книгой воспоминаний о жизни семьи, к написанию которой её не раз подвигала Г. Б. Волчек. Отложив работу в августе на сентябрь-октябрь, Н. А. Товстоногова не могла знать, что жизнь внесёт в её планы жёсткие поправки.
19 ноября 2012 года у Н. А. Товстоноговой случился ишемический инсульт. В этот момент пожилая женщина находилась в квартире одна. Трагическая история выявилась случайно. После посещения премьеры в БДТ вечером 18 ноября, днём 19 ноября она перестала отвечать на звонки, но, зная целеустремлённый характер женщины, близкие посчитали, что она вышла из дома по делам. Однако во второй половине дня другу семьи Р. Д. Фурманову удалось дозвониться до Нателы Товстоноговой. Речь её была по-прежнему тверда, напориста, но строй слов оставался непонятен. Из интонационной окраски можно было понять, что пожилая женщина просит о помощи, и только одно слово Товстоногова произносила чётко, обрисовывая трагизм ситуации, в которую попала, это было такое характерное для неё экспрессивное слово: «Кошмар!». Дверь оказалась запертой изнутри, и в течение трёх часов, пока ломались замки, на площадке дежурили врачи «Скорой помощи», а сама Товстоногова продолжала отвечать на звонки.
Уход Н. А. Товстоноговой окрашен в драматические тона потому, что после перенесённой болезни динамика её здоровья явно стала налаживаться, ни интеллект, ни речь не оставили пожилую женщину. Однако интерес к жизни заметно исчез, она не раз повторяла родным, что те напрасно боролись за неё. В феврале 2013 года ослабленное здоровье Н. А. Товстоноговой подкосили инфекция и эпидемия гриппа, которая бушевала в Санкт-Петербурге. 10 марта 2013 года в 2 часа ночи её не стало. Натела Товстоногова ушла из жизни в полном сознании, отказавшись от госпитализации. Её единственным желанием, по свидетельству близких, за последние два месяца было воссоединиться с любимыми людьми — с Гогой и Женей.
Отпевание состоялось в Спасо-Преображенском соборе на улице Пестеля. В этой церкви в 1912 году венчались родители Товстоноговых, затем, в 1915 крестили, а спустя семьдесят четыре года, в 1989-м отпевали Г. А. Товстоногова, и ещё позже, в 1997 году, Е. А. Лебедева. Отпевал Товстоногову тот же священник, что и Е. А. Лебедева в 1997 году. Похоронили Н. Товстоногову 13 марта 2013 года в Некрополе Деятелей искусств Литераторские мостки на Волковом кладбище рядом с супругом Е. А. Лебедевым.

## Роли в театре
В 2006 году Натела Товстоногова озвучила роль Матери Девида Шера, главного героя спектакля «Сыч и кошечка», поставленного на сцене Санкт-Петербургского театра «Русская антреприза» имени Андрея Миронова заслуженным деятелем искусств России Юлианом Паничем и Людмилой Панич по мотивам одноимённой бродвейской комедии.

## Семья
- Отец — Товстоногов Александр Андреевич (ум. в 1937 г.), дворянин, занимал пост в Министерстве путей сообщения в Петербурге, затем профессор Закавказского института путей сообщения в Тифлисе. Обвинён в русском национализме при наборе студентов и распределении должностей. Арестован в Ростове в августе 1937 года на железнодорожной платформе, куда вышел прогуляться во время остановки поезда, следовавшего в Москву, где А. А. Толстоногов был намерен найти правду. Расстрелян через два дня после ареста. Реабилитирован посмертно[1].
- Мать — Товстоногова Тамара Григорьевна (ур. Папиташвили), при перемене паспортов сменившая свою фамилию на Товстоногову, дворянка, училась в Петербургской консерватории по классу вокала, впоследствии домохозяйка (ум. в 1970 году в Тбилиси).
- Старший брат — Товстоногов Георгий Александрович, народный артист СССР, режиссёр театра, главный режиссёр Большого Драматического театра им. М.Горького (ныне имени Г. А. Товстоногова) в Ленинграде.
- Муж — Лебедев Евгений Алексеевич, народный артист СССР, артист театра и кино.
- Сын — Лебедев Алексей Евгеньевич (р. 05.03.1952, Ленинград), кинорежиссёр, постановщик фильмов «Фуфло», «Личные обстоятельства», «Защита свидетелей» («Гоблины», совместно с Владом Фурманом), снимался в кино в главной роли в телесериале с А. Мордвиновой «Охота на Золушку», был женат на журналистке Полине Тропилло, правнучке писательницы Антонины Голубевой, автора книги о детстве С. М. Кирова «Мальчик из Уржума», последней супруге артиста С. Н. Филиппова. В браке с Полиной Тропилло родился внук Нателы Товстоноговой, полный тёзка артиста Е. А. Лебедева — Евгений Алексеевич Лебедев-младший.
- Племянник — Александр Георгиевич Товстоногов (Сандро), режиссёр театра, заслуженный деятель искусств России.
- Племянник — Николай Георгиевич Товстоногов (Нико).
- Племянник — Милков Вадим Георгиевич, сын Г. А. Товстоногова и актрисы Ленинградского театра имени Ленинского комсомола Марии Милковой, оперный режиссёр[16].
- Внук — Евгений Алексеевич Лебедев-младший.
- Внучатый племянник — Георгий Александрович Товстоногов-младший.
- Внучатый племянник — Василий Александрович Товстоногов.
- Внучатый племянник — Арсений Александрович Товстоногов.
- Тесные родственные отношения всю жизнь связывали Нателу Товстоногову и актрису Светлану Головину, жену А. Г. Товстоногова[12].

## Адреса семьи Товстоноговых-Лебедевых в Тбилиси и Санкт-Петербурге
- 1919—1974 гг. — Тифлис (Тбилиси), Татьянинская улица, дом 9 (квартира пожизненно была оставлена за Г. А. Товстоноговым властями Грузии. Но в 1974 году, вследствие своего щепетильного характера, Товстоногов написал письмо в Верховный Совет Грузии с благодарностью и отказом от родительской квартиры);
- 1964—2013 гг. — Санкт-Петербург, Петровская набережная, дом 4